# Parafia Matki Bożej Bolesnej w Mielęcinie
Parafia pw. Matki Bożej Bolesnej w Mielęcinie – parafia należąca do dekanatu Mirosławiec, diecezji koszalińsko-kołobrzeskiej, metropolii szczecińsko-kamieńskiej. Parafia została utworzona 3 marca 1971, Siedziba parafii mieści się przy ulicy 1 Maja 4.

## Miejsca święte

### Kościół parafialny
Kościół pw. Matki Bożej Bolesnej w Mielęcinie
Kościół parafialny został zbudowany w 1979 roku w stylu współczesnym, poświęcony w tym samym roku. 

### Kościoły filialne i kaplice
- Kościół pw. Trójcy Świętej w Miłogoszczu
- Kościół pw. św. Piotra i Pawła Apostołów w Rusinowie
- Kościół pw. Trójcy Świętej w Wołowych Lasach